# ふじみ野市立福岡河岸記念館
ふじみ野市立福岡河岸記念館（ふじみのしりつふくおかかしきねんかん）は、埼玉県ふじみ野市にある文化財、回漕問屋「福田屋」を利用した記念館。市指定有形文化財。埼玉県の景観重要建造物の第1号。

## 沿革
新河岸川における福岡河岸の船運が盛んだった1831年（天保2年）に福田屋が開業。記念館としては1996年（平成8年）11月3日に開館した。
2011年（平成23年）3月14日には埼玉県の景観重要建造物第1号に指定された
付近には国の登録有形文化財の回漕問屋「吉野屋」がある。

## アクセス
- 東武東上線上福岡駅下車徒歩20分、または西武バス古01系統で「城北埼玉中学・高等学校」バス停下車徒歩3分。

## 休館日及び開館時間
- 休館日：毎週月曜日（祝日と重複した場合も休館）、12月27〜1月4日
- 開館時間：午前10時から午後4時（5月から9月までは午後4時30分まで延長。）